# Palazzo Mukden

La pianta del palazzo Mukden

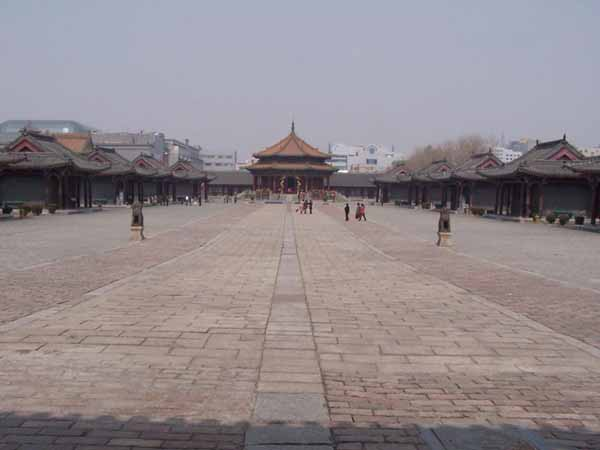
La Sala Dazheng, l'edificio più antico del palazzo

Il Palazzo Mukden (in cinese: 盛京宮殿T, 盛京宫殿S, Shěngjīng GōngdiànP), chiamato anche Shenyang Gugong (瀋陽故宮T, 沈阳故宫S, Shěnyáng GùgōngP), è l'antico palazzo imperiale della dinastia Qing (1616 - 1910). Si trova nel centro della città cinese di Mukden, oggi Shenyang, in Manciuria.
Il palazzo si estende su una superficie di circa 70.000 metri quadrati e consta di 70 edifici, a loro volta composti da 300 stanze.

## Storia
La costruzione del palazzo iniziò nel 1625, durante il regno del fondatore della dinastia Qing, Nurhaci. Nel 1631 vennero aggiunti ulteriori edifici per ordine dell'imperatore Huang Taiji. I primi 3 imperatori Qing vissero qui fra il 1625 e il 1644. Il palazzo venne progettato per assomigliare alle tende del popolo Manciù (大帐), mentre l'allargamento ordinato da Huang Taiji aveva lo scopo di copiare la Città Proibita di Pechino. Nel palazzo sono evidenti alcuni elementi dello stile architettonico proprio delle popolazioni Manciù e del Tibet.
Nel 1644, quando la dinastia Qing prese il posto della dinastia Ming a Pechino, il palazzo perse il suo status di residenza ufficiale dell'imperatore e divenne un semplice palazzo regionale. Nel 1780 l'imperatore Qianlong fece costruire ulteriori edifici che ampliarono il palazzo. I successivi imperatori Qing presero l'abitudine di passare parte dell'anno in questo palazzo.

## Oggi
Nel 1955 il palazzo Mukden venne trasformato in un museo.
Nel 2004 è stato inserito nell'elenco dei Patrimoni dell'umanità dell'UNESCO, come estensione della Città proibita di Pechino (la denominazione ufficiale dell'UNESCO è "palazzi imperiali delle dinastie Ming e Qing).